# بنزوكسازول
بنزوكسازول هو مركب عضوي حلقي غير متجانس له الصيغة الكيميائية C7H5NO، ويكون على شكل صلب بلوري أبيض إلى أصفر اللون.
يتألف المركب بنيوياً من حلقتين مندمجتين من البنزين والأكسازول.

## الوفرة الطبيعية
يوجد بنزوكسازول بنسبة ضئيلة في القطفات الثقيلة من النفط مثل البتيومين وزيت القطران.

## الخواص
يوجد المركب في الشروط القياسية على شكل صلب أبيض اللون إلى أصفر فاتح، وله رائحة تشبه رائحة البيريدين.
للمركب انحلالية ضعيفة جداً في الماء، لكنه ينحل في المذيبات العضوية.

## التطبيقات
لا توجد استخدامات عملية للمركب، إلا أن وحدة جزيء بنزوكسازول تدخل كوحدة بنائية في تركيب عدد من العقاقير الدوائية مثل فلونوكسابروفين Flunoxaprofen.

## اقرأ أيضاً
- أكسازول
- بنزإيزوكسازول